# A ló jegyei
A ló jegyei azok a külső jegyek, amelyek segítségével a lovat azonosítani lehet. A jegyeket a ló személyazonossági okmányaiba, például a lóútlevélbe be kell vezetni. A jegyeket részletesen nemzetközi szabványok alapján írják le. A jegyek típus szerint kétfélék lehetnek, elsődleges és másodlagos jegyek.

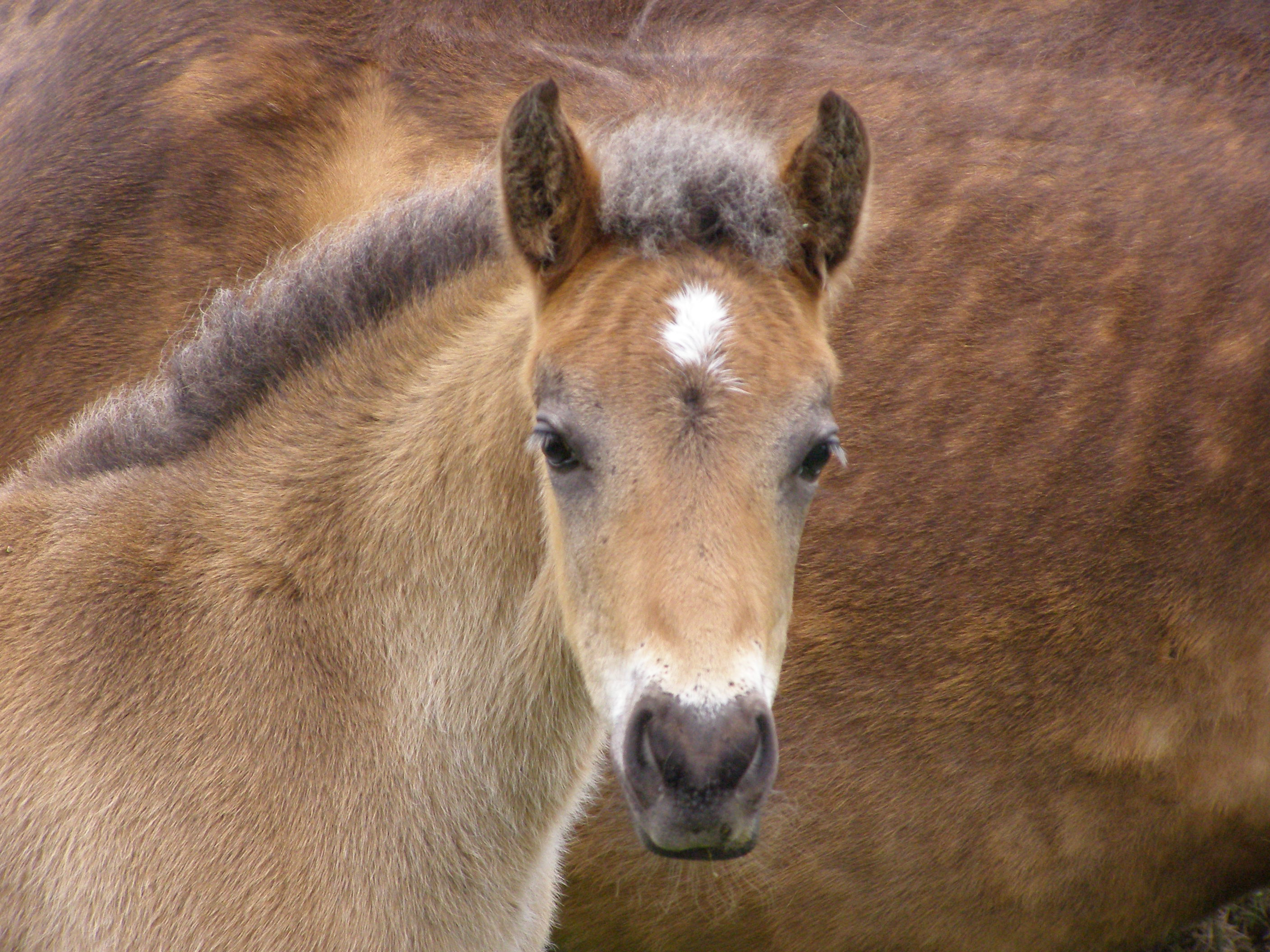
Csillag

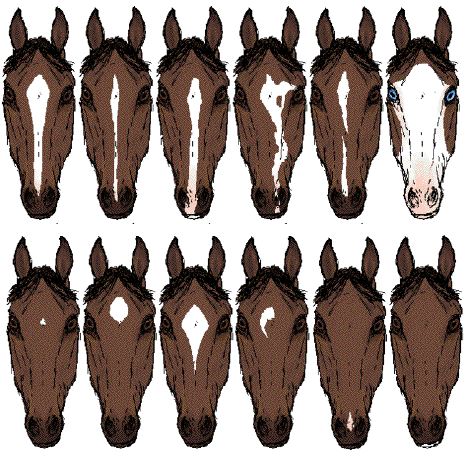
A ló jegyei a fejen: felső sor 1-től 6-ig,
alsó sor 1-től 6-ig

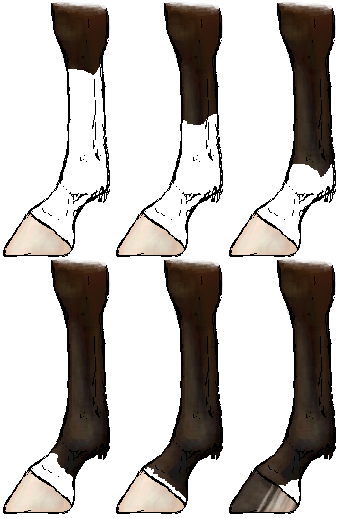
Jegyek a lábon: felső sor 1-től 3-ig,
alsó sor 1-től 3-ig

## Elsődleges jegyek

### A fejen előforduló jegyek
- A képen a felső sorban 1-től 6-ig

1. Hóka: a homloktól az orrig szélesebb fehér sáv húzódik
2. Orrcsík: keskeny fehér csík a homloktól az orrig
3. Orrfolt: rózsaszín folt az orron
4. Ferde hóka: keskeny fehér ferde csík a homloktól az orrig
5. Megtört hóka: keskeny szakadozott megtört fehér csík a homloktól az orrig
6. Lámpás: a homloktól az orrig fehér sáv húzódik, ami túlnyúlik a szemen. Előnézetből olyan, mintha a ló feje fehér lenne.
7. Békaszáj: mindkét ajak rózsaszín, és fekete foltok vannak rajta

- A képen az alsó sorban 1-től 6-ig

1. Tűzött homlok: a ló homlokán pár szál fehér szőrszál található
2. Csillag: szabályos alakú fehér folt a homlokon
3. Orrhátra nyúló csillag
4. Virág: a homlokon szabálytalan fehér folt van
5. Piszra: fehér színű folt az orron
6. Tejfeles száj: a ló mindkét ajka fehér

- Fehér felső ajak: a ló felső ajka fehér
- Fehér alsó ajak: a ló alsó ajka fehér
- Szárcsa: rózsaszín folt az alsó ajakon

### A lábon előforduló jegyek
A lábon két fő jegytípus lehetséges a harisnyás és a kesely. A foltok általában fehérek.
- A kép 1-től 3-ig

1. Teljes lábszár kesely: a ló lába elülső lábtő ízülettől lefelé kesely
2. Féllábszárszár kesely
3. Csüdben kesely

- A kép alsó sorában 1-től 3-ig

1. Pártában kesely
2. Pártaszélben kesely
3. Folt

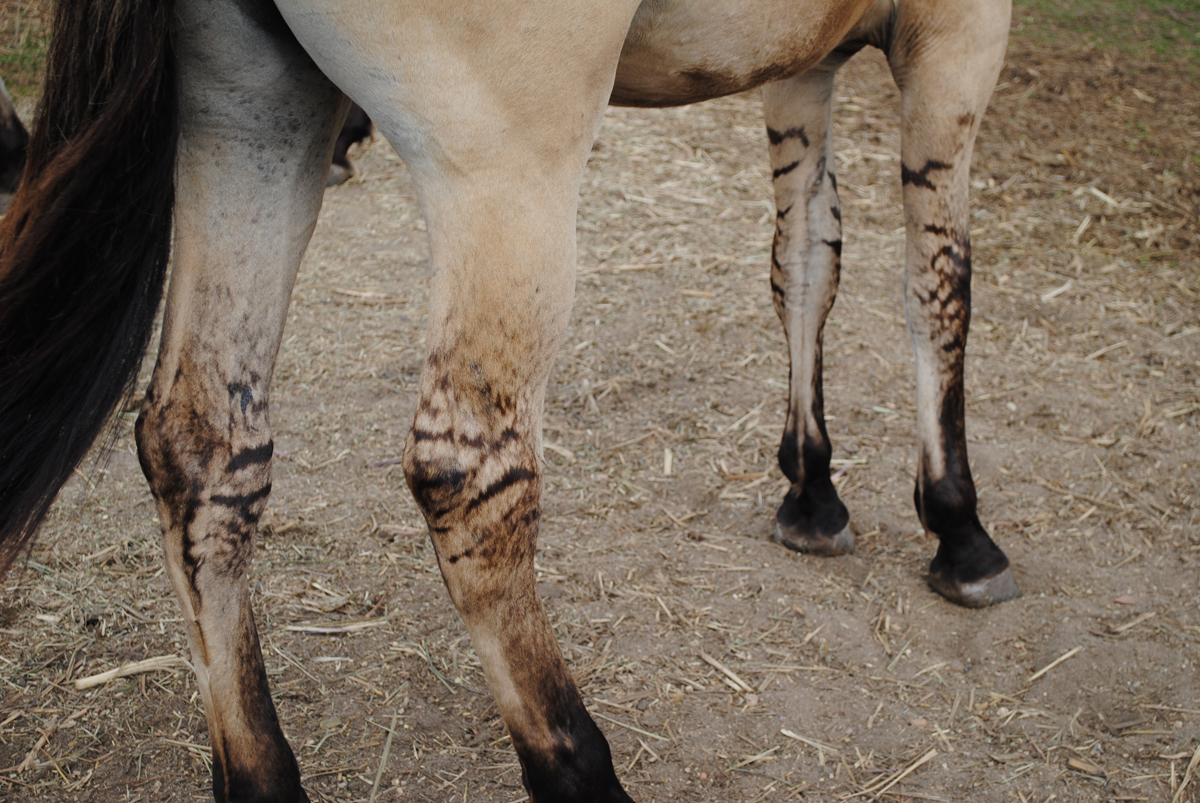
Primitív jegyek - zebracsíkok a lábon

- Sarokvánkosban kesely: a ló sarokvánkosában (közvetlen a pata fölött hátul) fehér folt
- Csüdben kesely: a ló csüdje (a bokán aluli rész) fehér
- Bokán felül kesely: a fehér rész kicsivel a ló bokáján felülre ér
- Pártán felül kesely
- Csüdig kesely: a ló csüd ízületéig fehér
- Félszár kesely: a ló szárának (a csüd és a elülső lábtőízület/hátulsó lábtőízület (csánk) közötti rész) feléig fehér a láb
- Szárkesely: a ló lába a lábszára tetejéig fehér
- Harisnyás: a ló lába elülső lábtőízülettől felfelé fehér
- Pártában kesely: a ló pártáján (a pata fölötti rész) fehér
- Mindkét sarokvánkosban kesely
- Foltos kesely: a ló félszárban vagy szárban kesely lábán sötétebb foltok vannak
- Hermelinkesely: a ló csüdön felül kesely lábán sötétebb foltok vannak

A lábon úgynevezett zebracsíkok is előfordulhatnak, ezek sötét szőrrel fedett gyűrűk a lovak ősi eredetére utaló genetikai jegyek, melyek korábban a rejtőzködésben játszottak szerepet.

## Másodlagos jegyek
- Forgó
- Sérülés
- Sütés[2] A lovat csikókorában beégetett bélyegekkel jelölik meg, a jelölést 2000 óta a Csikóbélyegzési jegyzőkönyvben[3] rögzíteni kell.

## Lószínek
A ló színét az adja, hogy milyen színű a szőre. Ez a szín pedig attól függ, hogy a ló bőre mennyi természetes festékanyagot, pigmentet tartalmaz. Általában a lovak bőre sötét, kivéve a fehér jegyek helyén, így például a fejükön vagy a lábuk végén, ahol is a bőr rózsaszínű. A bőr sötét színe az orrtájakon látszik a legjobban. A lovak színe korukkal együtt változhat, szőrük kifehéredhet, vagy foltok jelenhetnek meg rajta. Különböző nyelvekben a lovak színének elnevezései jelentősen eltérnek. Például a magyar nyelv megkülönbözteti a derest és a szürkét, a német nyelv azonban nem (schimmel), az angol nyelvben a pej világosabb és sötétebb változatára van külön szó (bay és brown).
Vannak alapszínek és kevert színek, a magyar nyelvben a színes és a fehér szőrök aránya szerint is van megkülönböztetés:
- tűzött - ha a színes fedőszőrök között kevés fehér szőr látható
- deres - ha a fehér szőr már jóval több, de a színes még uralkodik
- vércse - ha a törzsön 50%-nál több a fehér szőr
- tarka - ha nagy fehér foltok színesekkel váltakoznak

## Genetikai formulák és szín meghatározása
| Alapszínek | Alapszínek |
| --- | --- |
| ee, aa/Aa/AA, | Sárga (Chestnut) - Az "A" (aguti (agouti)) gén csak a fekete pigmentekre gyakorol hatást, így a sárga lónál csak genetikai vizsgálattal látszik, hogy jelen van-e vagy nem. |
| Ee/EE, aa | Fekete (Black) |
| Ee/EE, Aa/AA | Pej (Bay) A domináns "A" gén egy mutálódott változata az "At", ami úgynevezett barna (brown) színt eredményez. Genetikai teszteléssel nem lehet az "A"-t az "At"-től megkülönböztetni, de látványra igen: a barna lovak szinte feketének tűnnek, viszont a horpaszuk, az orr- és szemkörnyékük valamint a hasuk világosabb, vörösesbarna színű. Más, színmódosító gének hatására ugyanolyan színűek lesznek, mint az Aa/AA pej lovak. Egy másik mutáció, az "A+", ami a vad pej (wild bay) színért felelős. Szintén nem mutatható ki tesztekkel, viszont az Aa/AA pej lovakkal ellentétben a vad pej színű lovak lába nem fekete, hanem barna, így csak a sörény és a farok marad fekete. Színmódosító gének hatására szintén Aa/AA pejhez hasonlóak. Przewalski vadlovaknál gyakori ez a mutáció. |
| Krém és gyöngy gén (Cream és Pearl) - Cr és Prl | |
| Inkomplett domináns gén, másként hat homo- illetve heterozigótaként. | |
| ee, aa/Aa/AA, Crcr | Palomino (Palomino) |
| Ee/EE, aa, Crcr | Füstös fekete (Smoky balck) |
| Ee/EE, Aa/AA, Crcr | Szarvasbőr (Buckskin) |
| ee, aa/Aa/AA, CrCr | Krém / Cremello (Cremello) |
| Ee/EE, aa, CrCr | Füstös krém (Smoky cream) |
| Ee/EE, Aa/AA, CrCr | Perlino |
| Prlprl/PrlPrl/PrlCr | A krém génhez kapcsolódik a gyöngy (pearl (Prl)) nevű módosító gén. Csak párban (PrlPrl, homozigóta) vagy pedig egy krém génhez kapcsolódva (PrlCr) fejt ki látható hatást. A homozigóta Prl lovak bőre fakó, rózsaszínes, a szőrük pedig halvány vörösessárga; hasonlít a champagne lovakhoz. Krém génhez kapcsolódva a Prl gén homozigóta krémhez (Cremello, perlino, füstös krém) hasonló színű, de azoknál sötétebb lovakat eredményez. |
| Fakó gén (Dun) - D | |
| ee, aa/Aa/AA, Dd/DD | Sárga fakó (Red dun / Chestnut dun) |
| Ee/EE, aa, Dd/DD | Fekete fakó (Black dun / Blue dun / Grullo) |
| Ee/EE, Aa/AA, Dd/DD | Pej fakó (Bay dun / Classic dun) |
| Champagne, vagy pezsgőszín gén (Champagne) - Ch | |
| ee, aa/Aa/AA, Chch/ChCh | Sárga champagne (Gold champagne) |
| Ee/EE, aa, Chch/ChCh | Fekete champagne (Classic champagne) |
| Ee/EE, Aa/AA, Chch/ChCh | Pej champagne (Amber champagne) |
| Ezüst gén (Silver) - Z | |
| ee, aa/Aa/AA, Zz/ZZ | Ezüst sárga (látványra nem különbözik a sima sárgától, mivel a "Z" gén csak a fekete festékanyagra van hatással) |
| Ee/EE, aa, Zz/ZZ | Ezüst fekete (Silver black / Silver dapple) |
| Ee/EE, Aa/AA, Zz/ZZ | Ezüst pej (Silver bay) |
| Deres gén (Roan) - Rn | |
| ee, aa/Aa/AA, Rnrn/RnRn | Sárgaderes (Red roan / Chestnut roan) - Nem valódi módosított szín, hanem pusztán egy sárga alapszínű ló szőrébe fehér szőrszálak keverednek. A fej, a lábak, a sörény és a farok alapszínűek maradnak. |
| Ee/EE, aa, Rnrn/RnRn | Feketederes (Black roan / Blue roan) - Nem valódi módosított szín, hanem pusztán egy fekete alapszínű ló szőrébe fehér szőrszálak keverednek. A fej, a lábak, a sörény és a farok alapszínűek maradnak. |
| Ee/EE, Aa/AA, Rnrn/RnRn | Pejderes (Bay roan) - Nem valódi módosított szín, hanem pusztán egy pej alapszínű ló szőrébe fehér szőrszálak keverednek. A fej, a lábak, a sörény és a farok alapszínűek maradnak. |
| Szürke (Grey) - G | |
| Bármilyen szín az alábbiak közül + Gg/GG | Szürke (Grey) - Jellemzően sötétebb alapszínnel születnek, mint a nem szürke csikók, és az életkor előrehaladtával szürkülnek (fehérednek) ki, vagyis, elveszítik a szőrükben levő színanyagot. A különböző szürke színváltozatok (almásszürke (dapple grey), legyes szürke (flea bitten grey)) átmeneti állapotok a szőrszín megváltozásában. A szürke lovak bőre mindig sötétszürke marad ott, ahol születésekor is sötétszürke volt. A szürkülés a pofán, többnyire a szemek körül kezdődik, ez különbözteti meg a derestől (roan), ahol a fej alapszínű marad. |
| Néhány példa kevert színekre (több módosító gén együttes jelenléte esetén) | |
| Ee/EE, Aa/AA, Chch/ChCh, | Ezüst pej champagne (Silver amber champagne) |
| Ee/EE, aa, CrCr, Rnrn/RnRn | Füstös krém deres (Smoky cream roan) |
| ee, aa/Aa/AA, Crcr, Dd/DD | Palomino fakó (Palomino dun / Dunalino) |
| Ee/EE, Aa/AA, Crcr, Dd/DD | Szarvasbőr fakó (Buckskin dun / Dunskin) |
| Ee/EE, aa, PrlPrl, ChCh | Fekete (dupla) gyöngy champagne (Black (double) pearl champagne) |
| ee, aa, PrlCr, Dd/DD | Palomino gyöngy fakó (Palomino pearl dun) (Mivel a Prl gén miatt csak egy Cr gén lehet jelen, így nem lehet cremello, perlino és füstös krém.) |
| Ee/EE, aa, Crcr, Ch/Ch, Dd/DD, Rnrn/RnRn | Smoky black champagne dun roan (Füstös fekete champagne fakó deres) |
| ee, aa/Aa/AA, CrCr, Dd/DD, Gg/GG | Szürke (grey) - genetikai színe Cremello fakó (Cremello dun) |
| Fehér mintázatok - Pinto (To, O, Spl, SBN1), Appaloosa (Lp) és egyéb | |
| Bármilyen szín + Toto/ToTo | Tobiano (Tobiano) A tobiano minta nagyjából függőlegesen helyezkedik el a lovon, mintha fehér festékkel öntötték volna le, és az lefolyt az oldalán. A lábak fehérek, a szügy, a horpasz és a fej alapszínű, de a fejen előfordul kisebb fehér jegy. A testen a fehér szín a maron és a fartájékon a legnagyobb kiterjedésű, és a fehér területek pereme lekerekített vonalú. A bőr rózsaszínű a fehér mintázatú bőrfelület alatt. |
| Bármilyen szín + On/OO | Keretező (overo) (Frame (overo)) Eredetileg az overo jelentése "minden, ami nem tobiano". Ezért általában a "frame" (keret) szót használják, mivel oldalról nézve a ló alapszíne mintha keretbe foglalná a fehér mintázatot. A fehér foltok pereme gyakran cakkos, és a fehér nem lépi át a gerinc vonalát. A fejen gyakran nagy fehér folt van és gyakori az egy vagy két kék szem (akkor is, ha a fejen nincs, vagy csak kevés fehér van). A lábak alapszínűek, a fehér szín pedig a nyakon, a vállon, az oldalon és a hason a leggyakoribb. A bőr rózsaszínű a fehér mintázatú bőrfelület alatt. Ha a csikó mindkét szülőtől örökli a gént (OO), az az úgynevezett halálos fehér szindrómával jön a világra (Lethal White Syndrome, Lethal White Overo LWO). Ezeknek a csikóknak a szőre legalább 90%-ban fehér, és a születésük után pár nappal elpusztulnak, mivel a betegség hiányos, vagy nem megfelelően működő bélrendszert eredményez. A leendő szülők teszteléssel elkerülhető az OO öröklődés. |
| Bármilyen szín + Splspl/SplSpl | Fröcskölt (overo) / Fröcskölt fehér (Splashed (overo) / Splashed white) A fehér mintázat vízszintes elrendezésű és lentről fölfelé terjed, mintha a lovat festékbe mártották volna. A lovak lába, farka vége és pofája fehér. Nagyobb kiterjedés esetén a lábak teljes hossza, a teljes pofa, farok és has is fehér színű. Gyakori a "medicine hat" nevű mintázat, amikor a ló teljes feje és nyaka fehér, kivéve a füleket és a fejtetőt. A fröcskölt mintázat összefüggésbe hozható a süketséggel, bár a legtöbb fröcskölt fehér ló jól hall. Gyakori az egy vagy két kék színű szem akkor is, ha kevés fehér van a fejen. A bőr rózsaszínű a fehér mintázatú bőrfelület alatt. |
| Bármilyen szín + SBN1sbn1 és Bármilyen szín + SBN1SBN1 | Sabino (Sabino) Ez a gén inkomplett (nem teljes) domináns, vagyis másként viselkedik ha egy illetve, ha két darab van belőle.: SBN1sbn1 - Sok fehér van a fejen és a lábakon, a hason. A fehér mintázat szegélye cakkos, csipkézett, gyakori a deresedés (elmosódott szélű foltok), és a sok apró fehér folt a nagyobb foltok szegélye mentén, különösen a hason és a horpaszon. Kék és barna szemek egyaránt előfordulhatnak. SBN1SBN1 - A ló testének több mint 90%-a fehér, de a szemek sötét színűek (Sabino fehér (Sabino white)). Az LWO betegség nem érinti ezeket a fehér lovakat. |
| Bármilyen szín + W1-20 | Domináns fehér / valódi fehér (Dominant white / True white) A W génnek sok változata van, egyelőre 1-20-ig terjedő számozással különböztetik meg őket. Ezek a lovak fehéren és rózsaszínű bőrrel születnek, de a szemük legtöbb esetben sötét (barna) színű. Több W génmutáció is felelős lehet a domináns fehér színért. Valójában ezek a lovak is valamilyen színűek az egész testüket befedő nagy fehér "folt" alatt (csakúgy, mint pl. a tarka lovak), de azt csak genetikai vizsgálattal lehet megállapítani. |
| Bármilyen szín + Lplp/LpLp | Ez az inkomplett domináns gén többféle elnevezésű mintáért felelős, de annyi közös bennük, hogy az érintett lovaknak fehér a szaruhártyája, csíkozott patása és "szeplős" bőre van. Lplp - Ha fehéren, alapszínű pöttyökkel születnek, akkor leopárd (leopard) mintázatúnak hívják. Hogyha csak a faron és a combokon van egy nagyobb kiterjedésű fehér folt, akkor takaró (blanket) nevű a minta. A takaró mérete változó lehet. Idővel ezek a lovak deresedhetnek, de nem egyenletesen, hanem márványosan (marbling). Ennek nincs köze a deres (roan, Rn génhez.) LpLp - A fehéren született csikókat, néhány apró alapszínű folttal kevéspöttyös (leopárd) (fewspot (leopard)) mintázatúnak nevezik. Ha pöttyökkel nem díszített takaró mintázatuk van, akkor hósapkás (snowcap) mintának hívják. Mind a Lplp és LpLp lovakon előfordulhat, hogy épp csak egy kevés fehér szín van a far- vagy deréktájékon; ezt hópehely (snowflake) mintának hívják. A kis foltok idővel nagyobbak lehetnek. Deresedés (varnishing) során, ahogy egyre több fehér szőrszál vegyül a színesek közé, előbukkanhatnak alapszínű foltok. |
| Ezeken kívül több különböző gén is van még, amik (vagy amiknek a kombinációi) fehér mintázatot, vagy teljesen fehér szőrt okoznak, de nem mindegyiküket lehet még tesztelni (ilyen pl. a rabicano). Előfordul az is, hogy spontán mutáció során jönnek létre nem tesztelhető, és nem öröklött fehér mintázatok. | |
| Valódi albínó lovak nem léteznek, ugyanis még magzati korban elpusztulnak az élettel összeegyeztethetetlen rendellenességeik miatt. | |

### Nemzetközi színkódok
| - b = Bay - bl = Black - br = Brown - ch = Chestnut | - d = Dark - l = Light - lv = Liver | - pal = Palomino - r = Roan - bksk = Buckskin |

### Alapszínek
A három fő lószín a pej, a fekete és a sárga. A többi szín módosító génekkel kombinálva alakul ki.
- Fehér

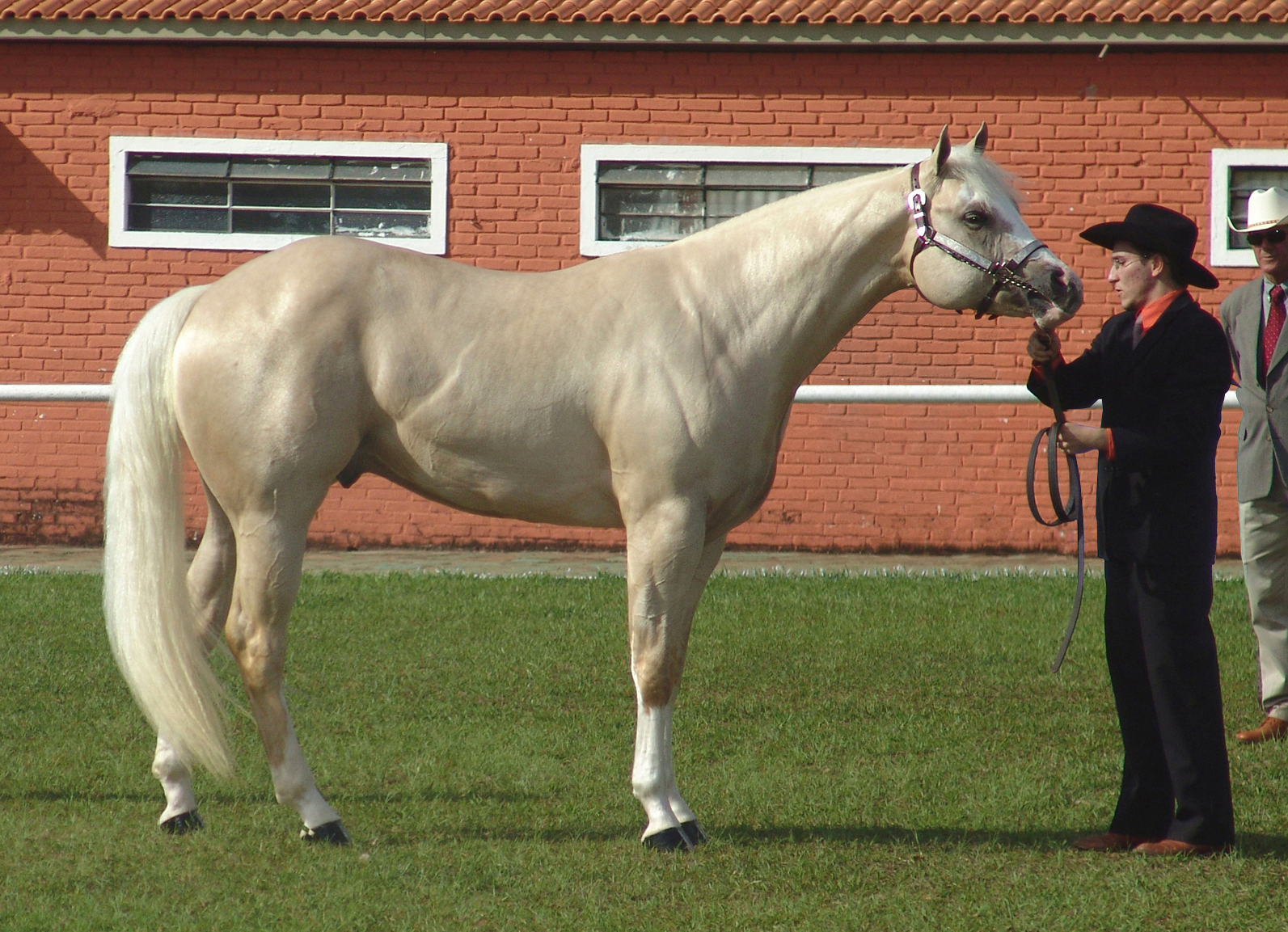
Palomino ló

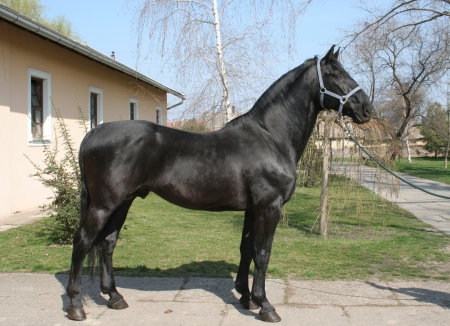
Fekete ló

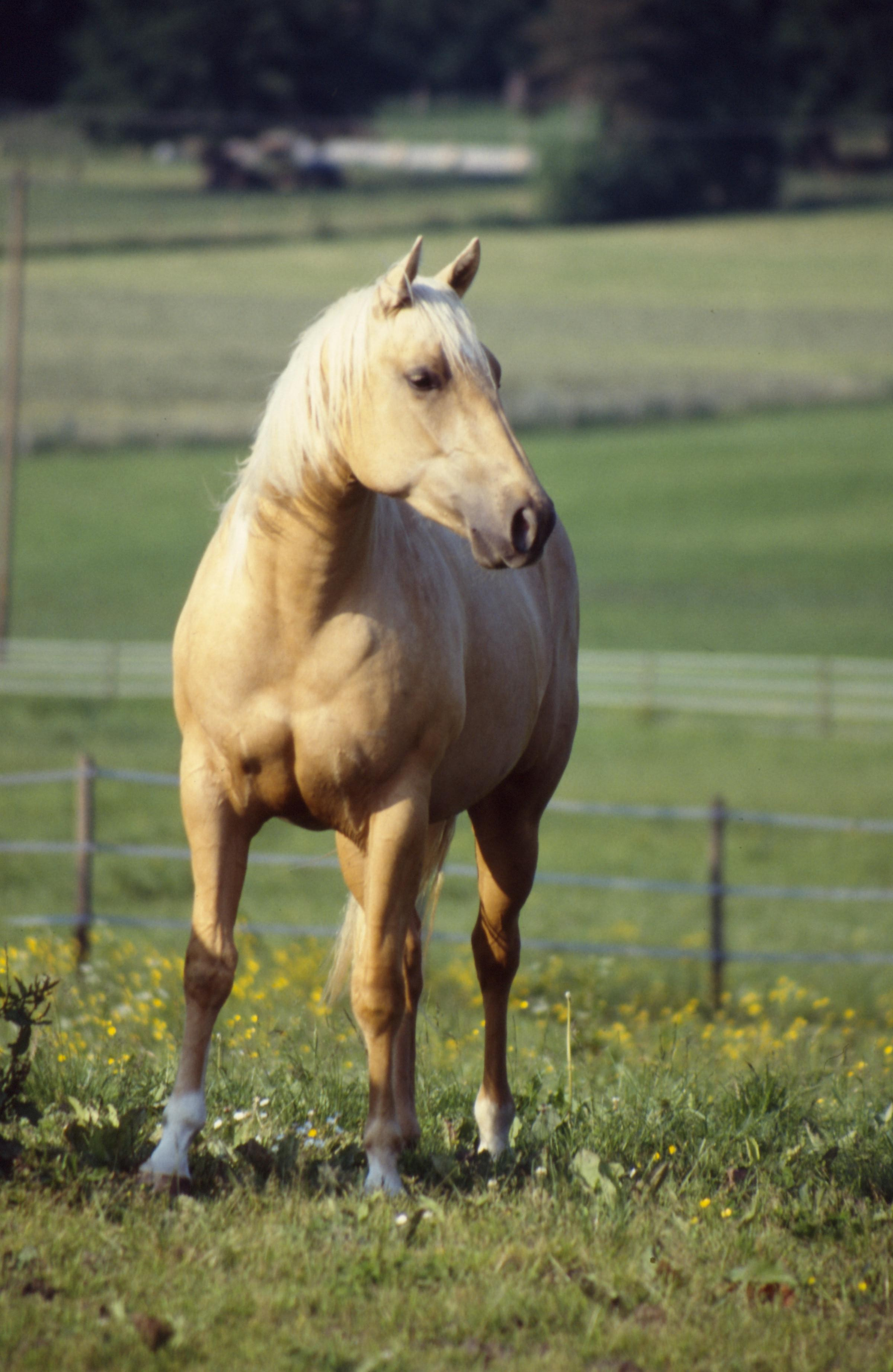
Palomino

  - Selyemfehér vagy keselyfehér, a fehér ló születésétől fogva fehér színű. Bőrében nincs festékanyag, a patái viaszsárgák, az ajkai hússzínűek. Albínónak is nevezik, bár ezek a lovak nem valódi albínók, mivel az albínó lovak magzati korban elpusztulnak.
  - Patyolattiszta
  - Ezüstfehér ez a szín a korral alakul ki.
- Fekete - ha a ló sörénye és farokszőrzete, valamint fedőszőre is egyaránt fekete
  - Hollófekete
  - Almázott koromfekete
  - Bársonyfekete
  - Bogárfekete
  - Nyárifekete: télen, a festékanyag megfogyatkozása következtében a szőrök enyhén barnásvörös árnyalatúak, nyáron azonban a fokozottabb pigment termelés miatt, a sima rövid szőrök fénylő feketének látszanak
- Fakó - a fedőszőrzet sárga vagy nagyon halvány barna és a hosszú szőrzet fekete, a legősibb lószín
  - Mosottsörényű fakó
  - Kendersörényű fakó
  - Tajték fakó
  - Varjúfakó
  - Gerle fakó
  - Egérfakó
  - Hamvasfakó
  - Farkasfakó
  - Izabellafakó: annyiban egyezik a fakóval, hogy az alapszőrzet világosbarna vagy sárga, a sörény és farokszőrzet azonban fehér, azaz "szőke". A palomino lófajta színe, sokszor fehér jeggyel párosul.
  - Zsufafakó: világossárga fedőszőr, sötétszürke hosszúszőr
  - Fátyolfakó: a fedőszőrök egészen világos árnyalatúak, a hosszúszőrök majdnem fehér színűek
  - Rozsdafakó
  - Cserfakó
  - Toronyi-fakó
  - Pálfi-fakó
- Pej - ha a fedőszőr barna és a sörény fekete, akkor a ló pej

- - Meggypej
  - Szattyánpej
  - Mogyorópej
  - Gesztenyepej
  - Sötétpej
  - Világospej vagy Fehérpej
  - Hópej
  - Pirospej
  - Tüzespej
  - Tulipiros pej
  - Meggypej
  - Cseresznyepej
  - Mogyorópej
  - Szattyánpej
  - Fakópej
  - Barnapej
  - Pejderes
  - Vöröslábú pej

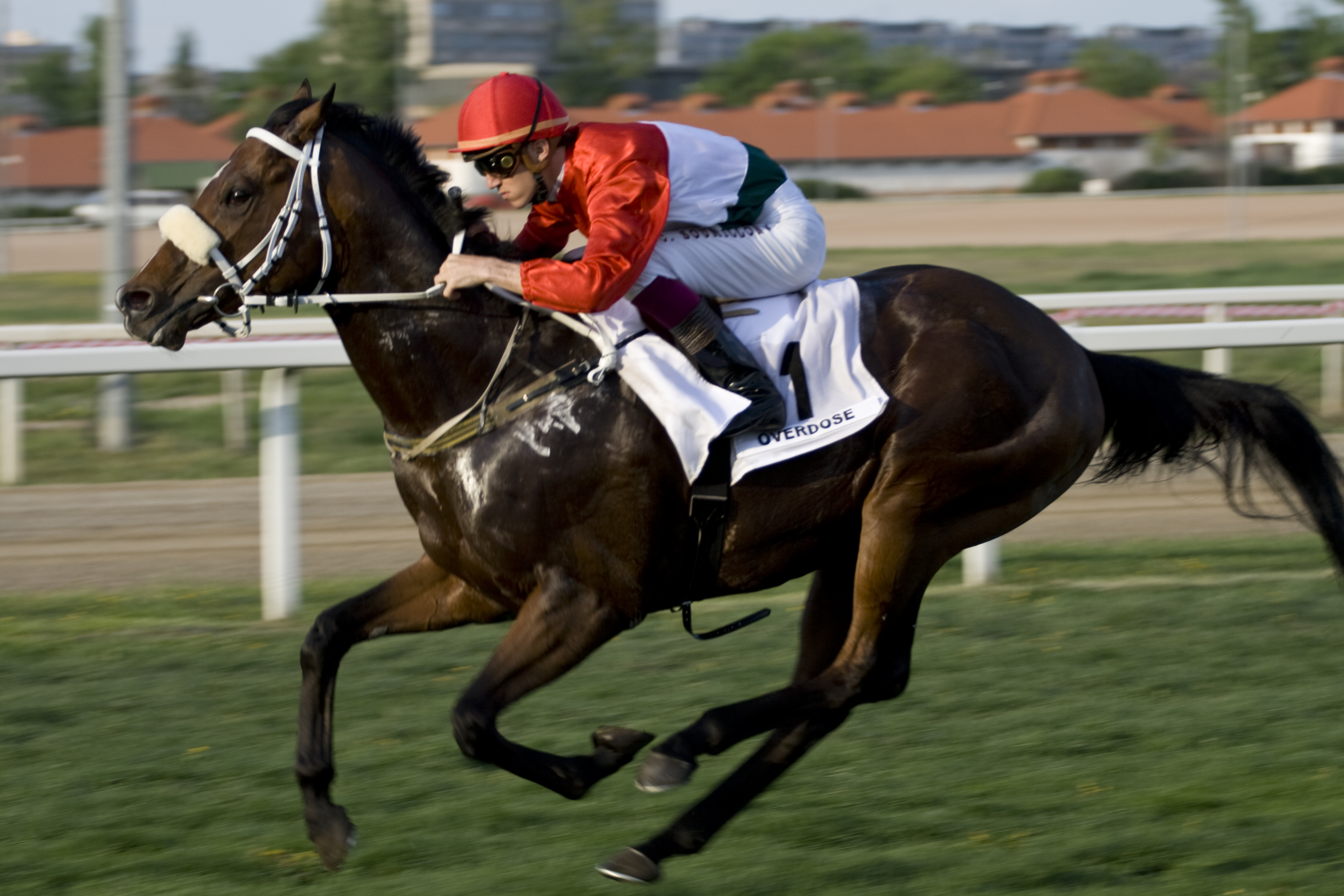
Pej mén (Overdose)

- Sárga - ha a sörény barna, akkor a ló sárga, a hosszú és a fedőszőrök a világossárgától a sötétbarnáig váltakoznak, a bőre palaszürke
  - Aranysárga
  - Vörössárga
  - Sötétsárga
  - Agyagsárga vagy Szennyessárga
  - Májsárga
  - Bronzsárga
  - Izzadtsárga
  - Fátyolsárga vagy Kenderfarkú sárga
  - Szögsárga vagy Szénsárga
  - Őzelt sárga
  - Koromsárga
  - Sárgafakó

### Kevert színek
- Deres - ha a ló olyan, mintha belepte volna a dér, mert fehér szálak bújnak meg a teste rövid szőrei között
  - Vércsederes: sárga fedőszőrbe fehér szőrszálak keverednek.
  - Pejderes: barna fedőszőrbe fehér szőrszálak keverednek.
  - Vasderes: a szürke fedőszőrzetbe fehér szőrszálak keverednek.
  - Almázott: a fehér színű szőrön kerek szürkés foltokat formáz a szőr színe.
  - Feketevércse
  - Sárgavércse
  - Pejvércse
- Szürke
  - Szeplős- vagy legyesszürke: világosszürke alapon sötét, általában barna pettyes, mintha ellepték volna a legyek
  - Almásszürke vagy Almázott szürke: szőrében fekete és fehér kör alakú foltok vannak.
  - Acélszürke: a ló fekete fedőszőrzetén át elővillannak a fehér szőrszálak.
  - Pisztrángszürke
  - Daruszürke vagy Daruszőrű
  - Ezüstszürke
  - Palaszürke
  - Mézszürke
  - Seregélyszürke
- Tarka - ha a ló testén fehér és színes foltok váltakoznak
  - Sárgatarka: fehér szőr alapon sárga foltok
  - Feketetarka: fehér szőr alapon fekete foltok
  - Párductarka: a ló fehér szőrét barna vagy fekete foltok tarkítják.
  - Pejtarka: fehér szőr alapon pej foltok
  - Habostarka
  - Agáttarka

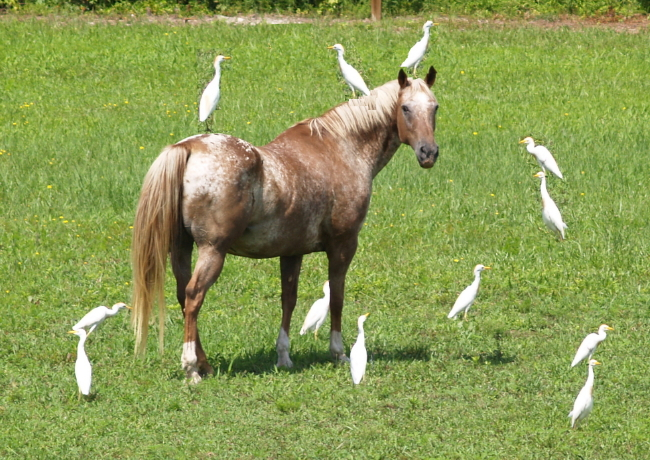
Appaloosa

- Appaloosa - a ló fedőszőre fehér vagy halvány szürke, barna, sárga vagy fekete pettyekkel tarkítva. A sörény és farok szőrzet többnyire fehér, legelterjedtebb a fekete test, a faron pöttyös vagy fehér szőrrel, de van sötét testű halványabb foltokkal és jegyekkel és fehér testű az egész testen fekete pöttyökkel is.
  - Hópehely mintás
  - Takaró mintás
  - Leopárd mintás
- Pinto - pöttyös ló, rendelkeznie kell legalább 95 cm2 rózsaszín bőrfelülettel, fehér szőrrel a testén, illetve két évesnél idősebb lovak esetében a fej bizonyos részein.

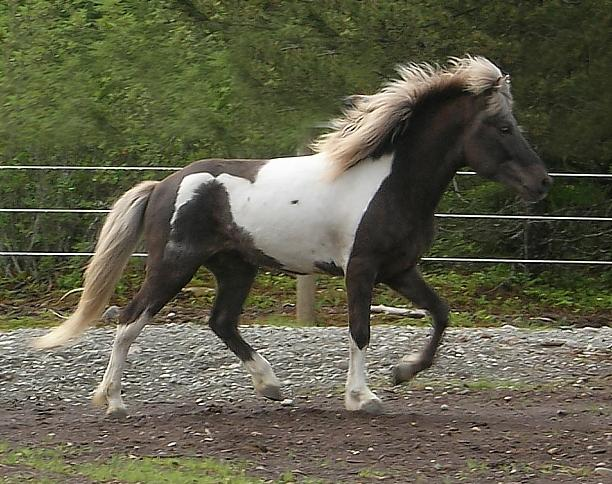
Pinto

- Cremello - krémszínű, a ló bőrében és pataszarujában nincs pigment, és sörénye, farka és rövid szőrei krémfehérek

## Egyéb jegyek

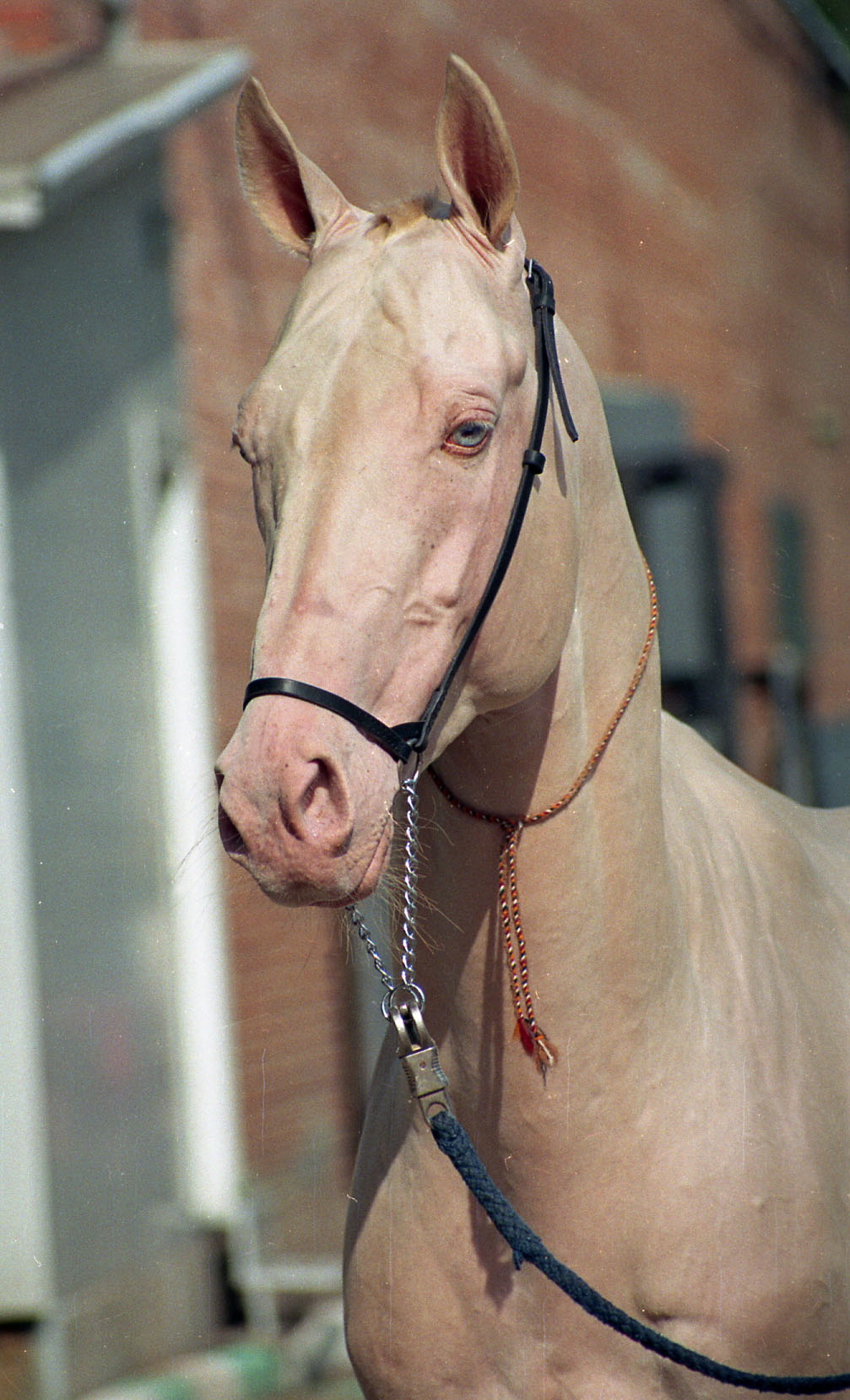
Cremello

A hát jegyei, ismertetőjegy a szíjalt hát, ami a gerincélen végigfutó sötét csík.
Pigmenthiányos bőrfolt, szőrforgó, mely többnyire kör alakú, amikor a szőrszálak egy kis területen, csigavonalban nőnek.
A lovat csókaszeműnek hívjuk, ha szemének színe az írisz pigmentszegénysége miatt kékesfehér. A lámpás lovak egyik szeme gyakran csókaszem.